# La Palma (Kalifornija)
La Palma je grad u američkoj saveznoj državi Kalifornija. Prema popisu stanovništva iz 2010. u njemu je živjelo 15.568 stanovnika.